# Tick Tick Boom (chanson)
Pour les articles homonymes, voir Tick Tick Boom.
Tick Tick Boom est une chanson du groupe The Hives sorti sur l'album The Black and White Album.
Ce fut le premier single du groupe sorti en 2007.
Il se classa 25e en Suède, 75e en Australie, 41e en Angleterre et 36e aux États-Unis.

## Liste des titres
1. Tick Tick Boom
2. Waits Too Long
3. Fall is Just Something Grownups Invented (titre bonus version européenne)

## Utilisations
La chanson a été utilisée dans de nombreux films, séries télévisées, ... :
- Le titre fut le thème officiel des Survivor Series 2007, et il fut également utilisé dans le jeu MotorStorm: Arctic Edge.

- Le titre fut également utilisé dans le film Taken.

- Le titre a été utilisé comme musique d'ouverture pour le lancement de la chaîne télévisée Virgin 17.